# Починок (Третьяковское сельское поселение)
 Почи́нок— деревня  в  Смоленской области России,  в Духовщинском районе. Население — 3 жителя  (2007 год).
Расположена в центральной части области  в 6  км к северу от Духовщины, в 2,5 км к востоку от автодороги Р136 Смоленск — Нелидово.
Входит в состав Третьяковского сельского поселения.

## История
До XX века вновь образованные сельские поселения называли Починками, отсюда и пошло название деревни.